# 短吻前肛鰻
短吻前肛鰻為輻鰭魚綱鰻鱺目通鰓鰻科的其中一種，發現於大西洋區，包括馬德拉群島、地中海西部至幾內亞灣、美國佛羅里達州外海及東太平洋區的夏威夷群島海域，屬深海魚類，棲息深度200-1000公尺，體長可達30公分，生活在大陸坡。

## 外部連結
- 短吻前肛鰻的圖片

## 擴展閱讀
維基物種上的相關：短吻前肛鰻